# Raúl Jiménez
Raúl Alonso Jiménez Rodríguez (* 5. Mai 1991 in Tepeji del Río de Ocampo, Hidalgo) ist ein mexikanischer Fußballspieler. Er steht beim FC Fulham in der englischen Premier League unter Vertrag und ist mexikanischer Nationalspieler.

## Karriere

### Verein
Raúl Jiménez spielte bereits in der Jugend beim Club América und begann als Erwachsener seine ersten Erfahrungen beim Farmteam América Coapa zu sammeln. Bei der Copa Libertadores Sub-20 2011 belegte er mit drei Treffern den dritten Platz der Torschützenliste und erzielte beim 1:0-Sieg von América im Spiel um den dritten Platz gegen Alianza Lima den entscheidenden Treffer. Er debütierte für den Club América in der Saison 2011/12 am 8. Oktober 2011 gegen Monarcas Morelia in der mexikanischen Primera División. In der Clausura 2013 gewann er mit den Americanistas die mexikanische Fußballmeisterschaft und gehörte durch sein anfängliches Mitwirken in der Apertura 2014 noch einmal zum Kader der Meistermannschaft des Club América.
Zur Saison 2014/15 wechselte Jiménez in die spanische Primera División zu Atlético Madrid. Er unterschrieb einen Sechsjahresvertrag bis zum 30. Juni 2020.
Nachdem sich Jiménez bei Atlético Madrid nicht durchsetzen konnte, wechselte er zur Saison 2015/16 in die portugiesische Primeira Liga zu Benfica Lissabon. In der Saison 2016/17 gewann er mit dem portugiesischen Rekordmeister die Taça de Portugal.
Zur Saison 2018/19 wechselte Jiménez zunächst auf Leihbasis in die Premier League zu den Wolverhampton Wanderers. Nachdem er in 32 Premier-League-Spielen 12 Tore erzielt hatte, zogen die Wolverhampton Wanderers Anfang April 2019 die Kaufoption und statteten ihn mit einem Vertrag mit einer Laufzeit bis zum 30. Juni 2023 aus.
Im Sommer 2023 wechselte er innerhalb der Liga zum FC Fulham und unterschrieb dort einen Vertrag bis 2025.

### Nationalmannschaft
Mit der mexikanischen U-23-Nationalmannschaft gewann Jiménez 2012 das Turnier von Toulon. Mit der mexikanischen Olympiaauswahl gewann er beim Fußballturnier der Olympischen Spiele 2012 die Goldmedaille. Am 22. März 2013 gab er sein Debüt in der mexikanischen A-Nationalmannschaft beim 2:2 gegen Honduras.
Mit der mexikanischen Auswahl nahm er an den Fußball-Weltmeisterschaften 2014, 2018 und 2022 teil. 
Mit der mexikanischen Nationalmannschaft gewann er 2019 den CONCACAF Gold Cup. Er erzielte fünf Tore in sechs Spielen und wurde mit dem Golden Ball ausgezeichnet. 2025 gewann er erneut den Gold Cup und steuerte drei Treffer zum Titel bei, darunter das zwischenzeitliche 1:1 im Finale gegen die USA (Endstand 2:1).

## Erfolge
- Portugiesischer Meister: 2016, 2017
- Mexikanischer Meister: Clausura 2013, Apertura 2014
- Portugiesischer Pokalsieger: 2017
- Spanischer Superpokalsieger: 2014
- CONCACAF Gold Cup: 2019, 2025